# Lanternbatteri

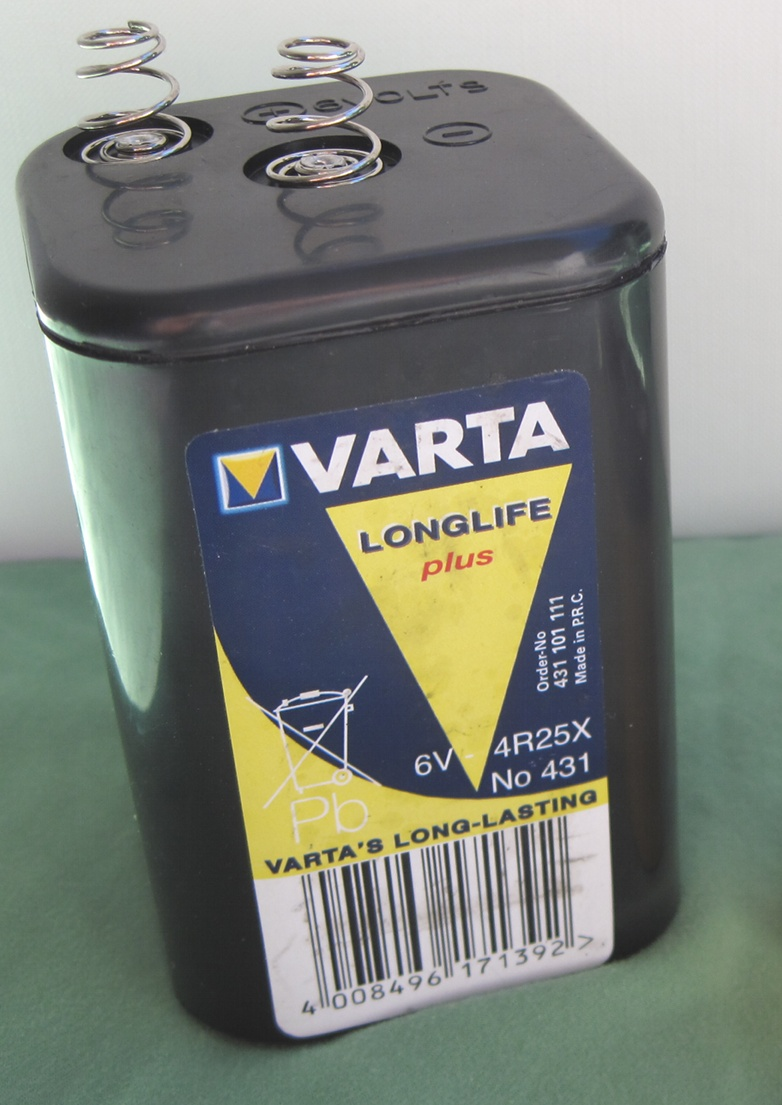
6 volt lanternbatteri

Lanternbatteri är ett rektangulärt, alkaliskt eller zink-kol galvaniskt element som huvudsakligen används i ficklampor och handlyktor.
I Sverige är 6-volts varianten den vanligaste (4R25) med 12 – 26 Ah med måtten 115 × 68,2 × 68,2 mm eller 109,5 × 66,7 × 66,7 mm.
Vanligt användningsområde är starka ficklampor.